# Чиннери, Джордж
Джордж Чи́ннери (англ. George Chinnery, кит. трад. 錢納利, пиньинь Qiánnàlì; 1774—1852) — английский живописец, наиболее известный своими работами в Индии и Китае.

## Биография
Родился в Лондоне в обеспеченной семье: отец владел несколькими торговыми кораблями, брат был землевладельцем. Художественные наклонности Джорджа поддерживались его отцом, который сам был портретистом-любителем, выставлявшимся в Свободном обществе художников. В 1791 году в возрасте 17 лет он представил в Королевскую Академию портрет своего отца, эта работа приняла участие в выставке. В следующем году Чиннери стал учиться в Школе при Королевской академии и представил на выставке уже четыре портрета. Первоначально Чиннери специализировался на миниатюрной живописи, но позднее получил успех как пейзажист и портретист. Близким другом художника был его коллега — Уильям Армфилд Хобдей (en:William Armfield Hobday).
В 1796 году переехал в Ирландию, где получил известность как портретист, и уже с 1797 года имел постоянных клиентов — семейство Лэнсдаун. В 1799 году в Дублине женился на Марианне Винь (Marianne Vigne). В 1800 году он оказал помощь вновь образованной Ассоциации художников Ирландии в организации выставки, предоставив ей 8 портретов маслом и 3 пастелью. В следующем году Чиннери был избран членом Королевской академии Ирландии. В том же 1801 году он бросил жену с двумя детьми и вернулся в Лондон.
В 1802 году Чиннери отплыл в Мадрас, а оттуда 5 лет спустя переехал в Калькутту, в которой быстро занял положение ведущего художника британской колонии. Там его разыскала брошенная жена, но жить в Индии из-за тяжёлого климата не смогла. В 1813 году он вступил в масонскую ложу Star in the East, которой принадлежал лорд Мойра — новый генерал-губернатор Индии. Среди заказчиков Чиннери были: главный судья Бенгалии — сэр Генри Рассел; граф Минто; сэр Фрэнсис Макнагтон; сэр Джордж Нугент и другие. Около 20 лет художник прожил в Калькутте, писал портреты туземных князей, чиновников и купцов, а также огромное количество пейзажей, акварелей и набросков из жизни индийцев. Он был самым высокооплачиваемым и популярным художником в Индии, его гонорары достигали до 500 фунтов за работу, а годовой доход достигал 40 000 фунтов. Несмотря на известность, из-за разгульного образа жизни к 1825 году Чиннери влез в долги, и переехал в Китай.
В португальской колонии Макао он прожил до самой смерти. С 1832 года он совершал регулярные визиты в Кантон, в котором писал портреты китайских и европейских купцов, капитанов торговых судов и их семейств. Его технике подражал китайский художник Линь Гуань, который сам стал известным портретистом. Помимо портретов и жанровых сцен из китайской жизни, Чиннери писал пейзажи (как маслом, так и акварелью). В 1846 году он на шесть месяцев поселился в Гонконге, где, несмотря на тяжёлую болезнь, оставил множество свидетельств о жизни только что основанной колонии. Скончался в Макао от инсульта, похоронен на Старом протестантском кладбище. К 200-летию со дня рождения в 1974 году на кладбище была установлена мемориальная доска в его честь.

## Наследие и память
При несомненной художественной ценности, работы Чиннери имеют значение исторического документа, поскольку он был единственным художником-европейцем в Южном Китае до середины XIX века. Он оставил множество зарисовок из жизни простых китайцев в Макао и Гуанчжоу, пейзажей дельты реки Чжуцзян. Известны его портреты опиумоторговцев Уильяма Джардина и Джеймса Мэтисона, американки Гарриет Лоу (известной своими дневниками из китайской жизни), и других.
Большая коллекция работ Чиннери британского периода находится в лондонском музее Виктории и Альберта и в Британском музее, а также в США — в Музее Пибоди в Сейлеме (Массачусетс). Работы китайского периода представлены в Гонконгском музее и Музее Макао, крупной коллекцией владеет The Hongkong and Shanghai Banking Corporation. Крупные выставки проводились в 2005 и 2010 годах в Гонконге и Макао.
Чиннери послужил прототипом художника Аристотеля Куэнса — героя романа Дж. Клавелла «Тай-Пэн» (1966).

Работы Дж. Чиннери китайского периода
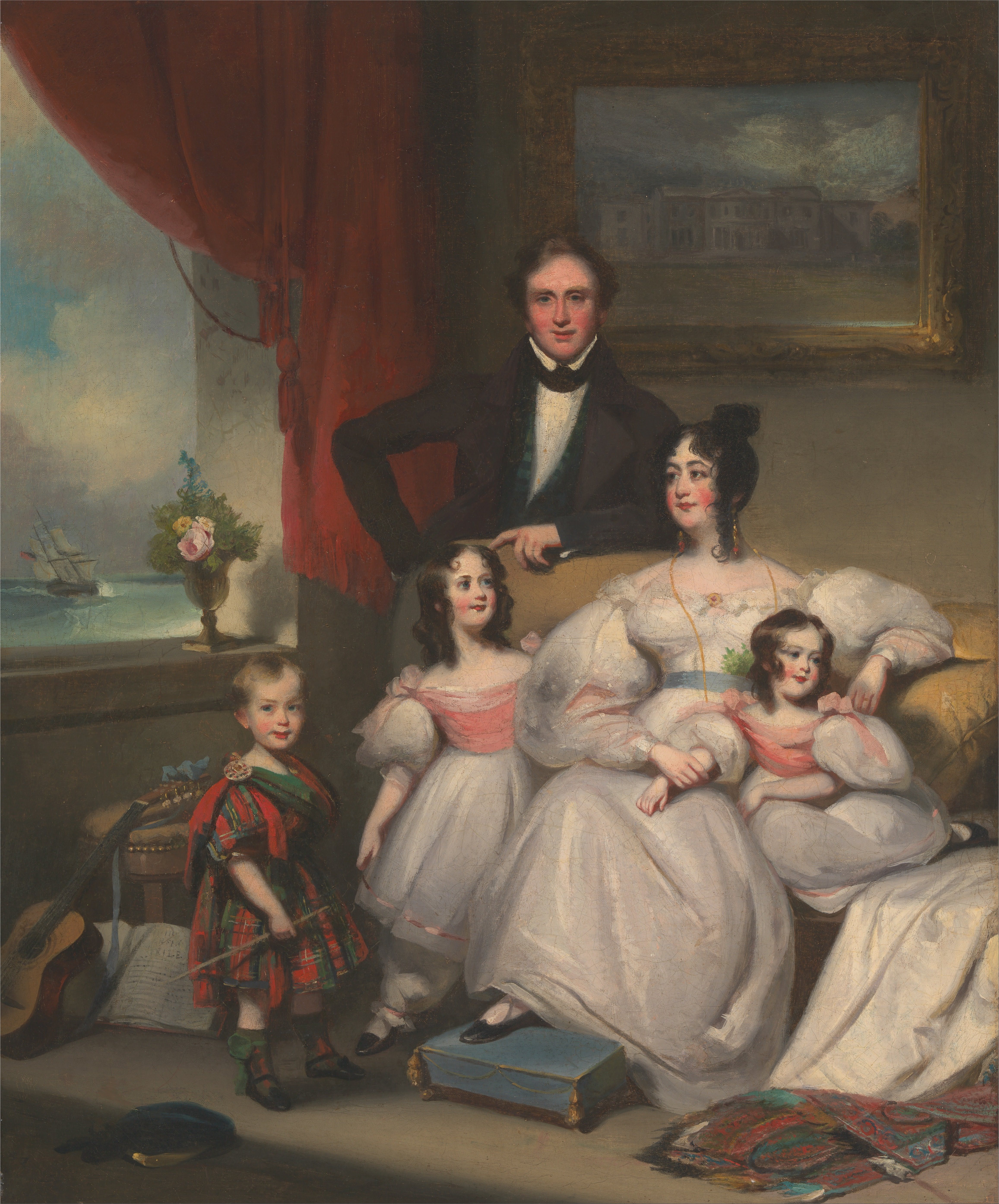
Английское семейство в Макао 1835, Нью-Хейвен Yale Center for British Art
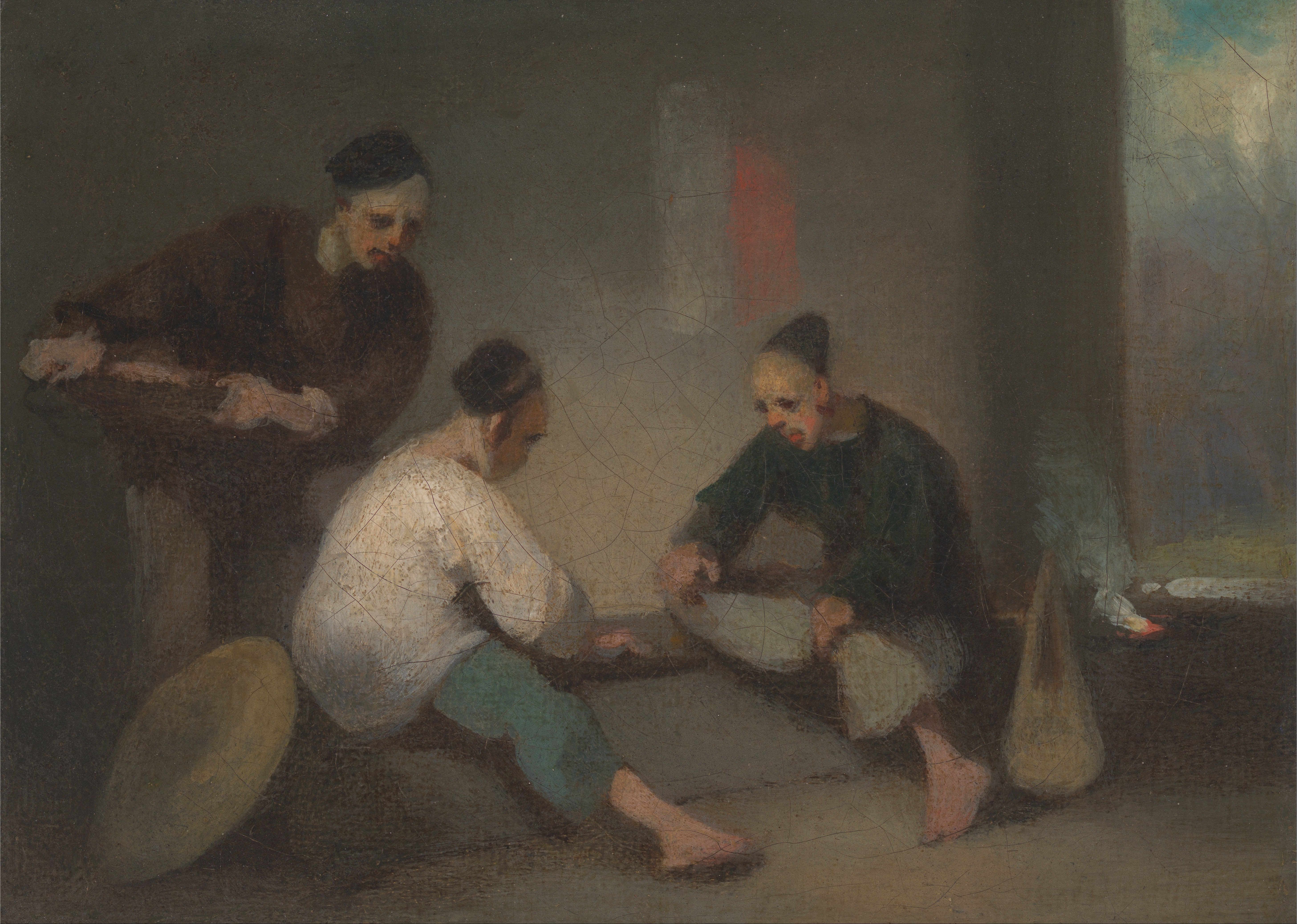
Китайские игроки. 1840, Нью-Хейвен Yale Center for British Art
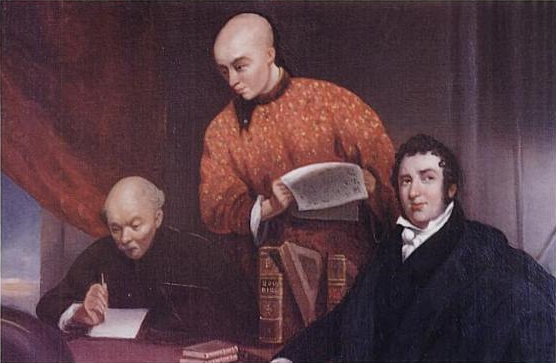
Моррисон переводит Библию на китайский язык. 1830
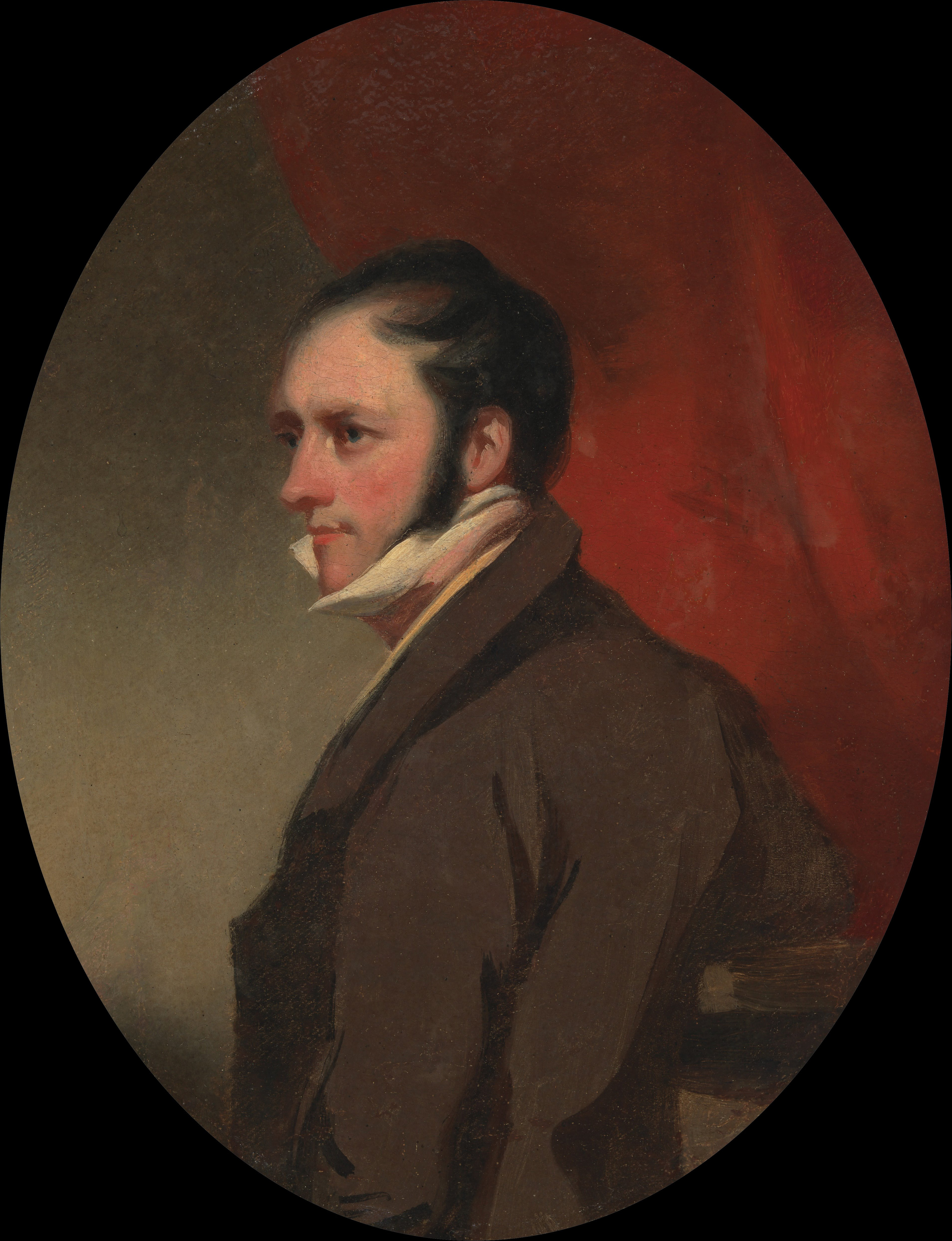
Портрет У. Хантера. 1835, Нью-Хейвен Yale Center for British Art